# Werner Schaarmann

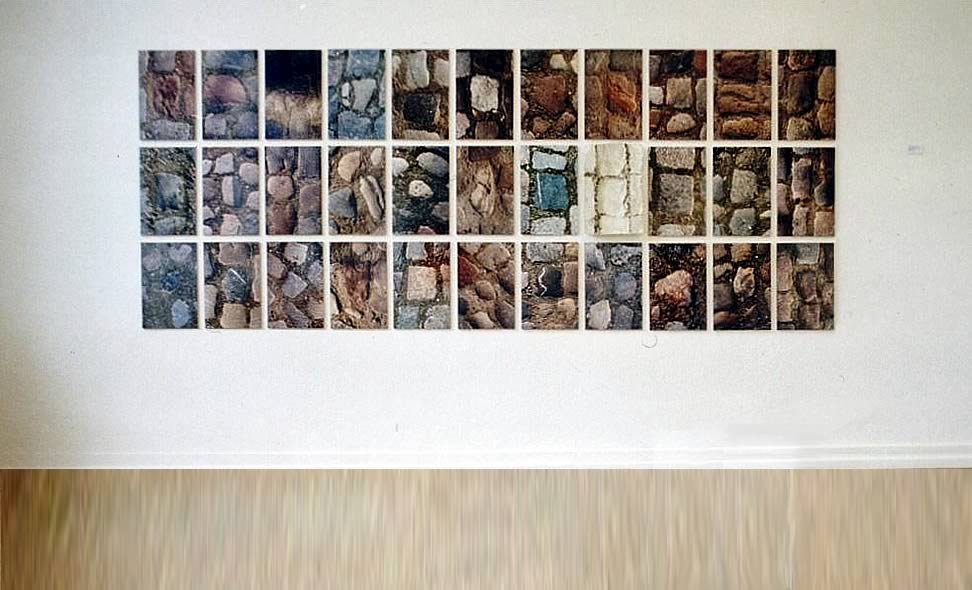
Wandinstallation Photographie und Abformung des Bodens der Festung Küstrin

Werner Schaarmann (* 10. Dezember 1948) ist ein deutscher Maler, Bildhauer und Fotograf. Seine Werke sind Auswertungen von Spurensicherungen im Sinne der Konzeptkunst.

## Auszeichnungen
- 1978: Preis der Zukunftswerkstatt (Evangelische Akademie Tutzing/Bayerischer Rundfunk)
- 1986: Worpswede Stipendium des Landes Niedersachsen
- 1990: Preis für Wandmalerei, Stadt Nürnberg
- 1992: Japan Stipendium – Hokkaido, Japan
- 2001: Stipendium Kyoto, Japan, Kulturbehörde Hamburg / Goethe-Institut-Kyoto
- 2005: Hamburger Stadtteilkulturpreis[1] für Projekt Schichten der Erinnerung – Grabungen im letzten erhaltenen Gebäude der Auswandererstadt Veddel/BallinStadt und Projekt Passagiere-Passanten (Fotoreportage)

## Werke (Auswahl)
- 1991: „Potsdamer Tagebuch“, Spurensicherung/Abformungen; Katalog (Kultusministerium Land Brandenburg)
- 1992: Wandmalereien in St. Leonhard, Nürnberg; Katalog (Kulturamt der Stadt Nürnberg)
- 1999: „Katte in Küstrin“, Abformungen des Bodens der ehemaligen Festung Küstrin; Katalog (Festung Kostrcyn, Polen / Pro Europa Viadrina )
- 1999: „Passagen“, Spurensicherung in Armeestellungen des 1. Weltkrieges, Norditalien, Ausstellungskatalog (Galerie Schrag, Nürnberg – Goethe-Institut Kyoto)
- 2001: „Von der Anwesenheit des Abwesenden“, Akademisches Kunstmuseum, Bonn; Katalog (Kulturbehörde Hamburg)
- 2003: „Auswandererstadt – Schichten der Erinnerung“,  Wandabnahmen und Grabungen in und an der letzten verbliebenen Schlafbaracke der ehemaligen Auswandererstadt der Hapag-Lloyd von 1905; Filmbeitrag NDR (Regie Ulrich Patzwahl), Katalog  (Kulturbehörde Hamburg)
- 2004: „Passagiere – Passanten“, Immigration im Stadtteil Hamburg-Veddel, Fotoprojekt, Hamburg; Katalog (Kulturbehörde Hamburg) Kunstverein Harburger Bahnhof
- 2005: „Kent Avenue“, Bilder einer Straße entlang des East River, Brooklyn/NY[2]
- 2008:  Olympic Fine Arts, Skulptur, Beijing/China; Katalog (OFA)
- 2009: „Heimat Bando“, Spurensicherung  im ehemaligen Kriegsgefangenenlager Bando, Japan[3] (Kulturbehörde Hamburg)

## Ausstellungen (Auswahl)
- 2000: „Ostchor“, Installation in St. Sebald, Nürnberg
- 2001: „Roji-Pfade“, Goethe-Institut-Kyoto, Japan
- 2001: „Von der Anwesenheit des Abwesenden“, Akademisches Kunstmuseum Bonn
- 2002: „Ressurectio“, Installationen in St. Marien und St. Katharinen, Lübeck
- 2003/2004  “Paarlauf”, Kunsthaus Nürnberg und Kunsthaus Hamburg
- 2004: 13:13, Kunstverein Harburger Bahnhof, Hamburg
- 2005:  II. Beijing Art Biennale, Nationalmuseum, Beijing, China
- 2008:  III. Beijing Art Biennale, Nationalmuseum, Beijing, China
- 2008:  Triennale der Photographie,  „Kent Avenue“, Hamburg
- 2009:  „Heimat Bando“, Goethe-Institut-Osaka, Japan
- 2010:  IV. Beijing Art Biennale, Nationalmuseum, Beijing, China
- 2011: „Heimat Bando“,[4] Archäologisches Museum der Stadt Hamburg, Hamburg
- 2013 Baosheng Museum, Changzhou, China 2013 2015 Chun Art Museum, Shanghai, China  2016 Prince of Songkla University Art Museum, Pattani, Thailand  2016 KTMU University, Bangkok, Thailand  2018 International Art Exchange Japan  2019 National Art Center, Tokyo, Japan
- 2025 Greenwave Museum, Wuxi, China

### Weitere Ausstellungen vor 1999
- Von der Anwesenheit des Abwesenden, Antikensammlung der Universität Erlangen-Nürnberg[5]
- Abgußsammlung Antiker Plastik der FU Berlin, Berlin-Charlottenburg[6]
- Haus der Kunst, München
- Städtische Galerie Padua, Italien
- Keele University Gallery, Stoke-on-Trent, England
- Städtische Galerie Brive la Gaillarde, Frankreich
- Nationalmuseum Bratislava, Slowakei
- Germanisches Nationalmuseum, Nürnberg
- Angel Orensanz-Foundation, New York, USA